# Circuit de Dijon-Prenois
Dijon-Prenois és un circuit automobilístic de 3.801 km (2.361 milles) que es troba a Prenois, prop de Dijon, França.

## Història
Construït l'any 1972, a Dijon-Prenois s'han disputat cinc edicions del Gran Premi de França de Fórmula 1 (les corresponents a les temporades 1974, 1977, 1979, 1981 i 1984) i una única edició del Gran Premi de Suïssa de F1, el corresponent a la temporada 1982.
Encara que la Fórmula 1 no ha tornat al circuit des de l'any 1984, en el traçat es continuen disputant curses locals menors. Ocasionalment també es fa servir per curses de motor vàlides per campionats de Suïssa.

## A la F1
El GP de Suïssa està indicat amb un fons blau. La resta són Gran Premi de França.
| Any  | País                 | Data        | Pilot Guanyador       | Equip Guanyador | Resultats |
| ---- | -------------------- | ----------- | --------------------- | --------------- | --------- |
| 1984 | Gran Premi de França | 20 de maig  | Niki Lauda            | McLaren - TAG   | Resultats |
| 1982 | Gran Premi de Suïssa | 29 d'agost  | Keke Rosberg          | Williams - Ford | Resultats |
| 1981 | Gran Premi de França | 5 de juliol | Alain Prost           | Renault         | Resultats |
| 1979 | Gran Premi de França | 1 de juliol | Jean-Pierre Jabouille | Renault         | Resultats |
| 1977 | Gran Premi de França | 3 de juliol | Mario Andretti        | Lotus - Ford    | Resultats |
| 1974 | Gran Premi de França | 7 de juliol | Ronnie Peterson       | Lotus - Ford    | Resultats |